# ヤマハ・テッセラクト

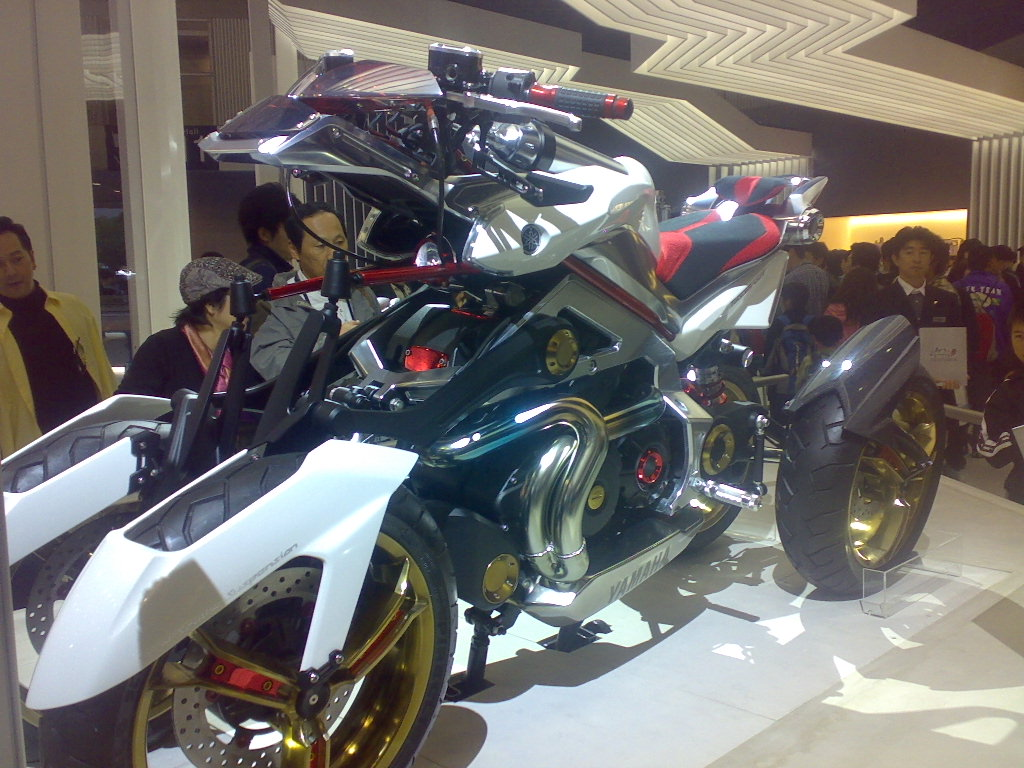
2007年の東京モーターショーにて

テッセラクト（TESSERACT）は、ヤマハ発動機が2007年の東京モーターショーに参考出品した四輪のコンセプトカーである。「Tesseract」とは「四次元超立方体」を意味する。

## 概要
テッセラクトはオートバイとほぼ同等の胴体に、オートバイの車輪を前後に2つずつ備えた形状の4輪車である。ヤマハは自動車ではなく「四輪モーターサイクル」と呼称している。
4輪を支えるサスペンションには「デュアルサイズサスペンション(Dual Scythe Suspension)」と名付けられた前後に一対ずつの鎌のようなスイングアームでそれぞれの車輪を独立して懸架し、同時に車体の傾きに追従して車輪も傾く機構を採用している。二輪車並の車幅で高機動性と省スペース性を備えながら、4輪で路面をとらえて高い安定性を兼ね備えた車体というコンセプトである。動力には水冷式Vツインと電動モーターを組み合わせたハイブリッド方式を採用して環境性能も考慮されている。また、サスペンション機構には「デュアルアームロック」と名付けられた固定機構を組み込んで、停車時には安定した自立が可能となっている。
市販はされなかったが、ヤマハは2014年にトライクの販売を予定しているとしており、実際に前2輪・後1輪のヤマハ・トリシティが2014年に販売を開始している。
イギリスでは個人が「4MC」という同等のコンセプトを持つ車両を発表し、開発資金を募っている。